# Gottlieb Daimler
Gottlieb Daimler (født 17. marts 1834, død 6. marts 1900) var en tysk ingeniør, der konstruerede de første personbiler (sammen med Carl Friedrich Benz).
De lærte aldrig hinanden at kende, men deres navne indgår i en fælles bilfabrik, der blev dannet i 1926: Daimler Benz AG længe efter Gottliebs død. Men hans navn indgik ikke i det senere så berømte bilmærke: Mercedes-Benz.
Blandt hans tidlige opfindelser kan nævnes:
1. Udtagelse af det første patent på en benzinmotor (1883)